# Urządzenie zapłonowe
Urządzenie zapłonowe – urządzenie powodujące zapłon ładunku miotającego, ładunku napędowego i mieszanki paliwowej.
Ma zastosowanie w układzie miotającym broni palnej, silniku spalinowym itp. W broni palnej urządzeniami zapłonowymi są spłonka zapalająca (naboje strzeleckie) i zapłonniki (naboje artyleryjskie i pociski rakietowe).